# Харви Кајтел
Харви Кајтел (енгл. Harvey Keitel; Бруклин, 13. мај 1939) амерички је глумац.

## Биографија
Рођен у Бруклину (Њујорк, САД) од оца Харија и мајке Миријам (рођене Клајн), јеврејских имиграната из Пољске и Румуније. Одрастао је у Брајтон Бичу (део Бруклина) са сестром Ренејом и братом Џеријем. Када је напунио 16 година, прикључио се америчким маринцима и са њима је био у Либану. Када се вратио у САД, радио је као новинар и касније одлучује да се бави глумом.
Глуму је учио код Лија Стразберга и Стеле Адлер. Током тог времена среће Мартина Скорсезеа, који га унајмљује у својој студенској продукцији Who's That Knocking at My Door. Од тада, Кајтел и Скорсезе су сарађивали у неколико филмова. После је добио главну улогу у Скорсезеовом филму Mean Streets заједно са Робертом де Ниром. Касније глуми у филму Таксиста, где је сарађивао са Де Ниром и Џоди Фостер.
Требало је да игра капетана Виларда у Кополином филму Апокалипса данас, али је отпуштен, а улога је припала Мартину Шину. Након тога добијао је углавном мање улоге. Крајем седамдесетих сарађује Ридлијем Скотом и игра у неколико европских филмова. Каријера му иде узлазним путем када је унајмљен за Тарантинов филм Улични пси 1991. године. Те исте године игра у филму Bugsy, због ког је номинован за Оскара као најбољи споредни глумац. После поново сарађује са Тарантином у филму Петпарачке приче у коме је одлично одиграо своју улогу чистача Винстона Волфа. Касније по трећи пут сарађује са Де Ниром у крими драми Cop Land, у филму су још играли Силвестер Сталоне и Реј Лиота. После је играо у филмовима као што су: Од сумрака до свитања, Мали Ники, Подморница 571 и Национално благо.

## Приватни живот
Кител је отац троје деце, ћерке Стеле коју има са глумицом Лорејн Брако, сина Хадсона са Лизом Кармазин и сина Романа са Дафне Кастнер.

## Филмографија
| Улоге  |                               |               |                            |          |
| Година | Српски назив                  | Изворни назив | Улога                      | Напомена |
| 1967.  |                               |               |                            |          |
| 1973.  | Улице зла                     |               |                            |          |
| 1974.  | Алис више не станује овдје    |               |                            |          |
| 1974.  |                               |               |                            |          |
| 1976.  | Таксиста                      |               | Метју „Спорт” Хигинс       |          |
| 1976.  |                               |               |                            |          |
| 1978.  |                               |               |                            |          |
| 1978.  |                               |               |                            |          |
| 1978.  |                               |               |                            |          |
| 1980.  |                               |               |                            |          |
| 1980.  |                               |               |                            |          |
| 1980.  |                               |               |                            |          |
| 1981.  |                               |               |                            |          |
| 1982.  |                               |               |                            |          |
| 1983.  |                               |               |                            |          |
| 1987.  |                               |               |                            |          |
| 1988.  | Посљедње Христово искушење    |               |                            |          |
| 1989.  |                               |               |                            |          |
| 1990.  | Два зла ока                   |               | Џесика Валдемар            |          |
| 1991.  | Телма и Луиз                  |               |                            |          |
| 1991.  | Багзи                         |               |                            |          |
| 1992.  |                               |               |                            |          |
| 1992.  | Улични пси                    |               | Лари Димик / Господин Бели |          |
| 1992.  | Сестре у акцији               |               |                            |          |
| 1993.  | Излазеће сунце                |               |                            |          |
| 1993.  | Клавир                        |               |                            |          |
| 1993.  |                               |               |                            |          |
| 1994.  |                               |               |                            |          |
| 1994.  | Петпарачке приче              |               | Винстон Вулф               |          |
| 1994.  | Мајмунска посла               |               |                            |          |
| 1995.  |                               |               |                            |          |
| 1995.  |                               |               |                            |          |
| 1995.  |                               |               |                            |          |
| 1995.  |                               |               |                            |          |
| 1995.  |                               |               |                            |          |
| 1996.  | Од сумрака до свитања         |               | Џејкоб Фулер               |          |
| 1996.  |                               |               |                            |          |
| 1997.  | Земља полицајаца              |               |                            |          |
| 1997.  |                               |               |                            |          |
| 1998.  |                               |               |                            |          |
| 1998.  |                               |               |                            |          |
| 1998.  |                               |               |                            |          |
| 1999.  |                               |               |                            |          |
| 1999.  |                               |               |                            |          |
| 1999.  |                               |               |                            |          |
| 2000.  |                               |               |                            |          |
| 2000.  | Подморница 571                |               |                            |          |
| 2000.  | Мали Ники                     |               |                            |          |
| 2001.  |                               |               |                            |          |
| 2002.  | Црвени змај                   |               | Џек Крофорд                |          |
| 2003.  |                               |               |                            |          |
| 2003.  |                               |               |                            |          |
| 2004.  | Национално благо              |               |                            |          |
| 2004.  |                               |               |                            |          |
| 2005.  |                               |               |                            |          |
| 2005.  |                               |               |                            |          |
| 2006.  |                               |               |                            |          |
| 2007.  |                               |               |                            |          |
| 2007.  |                               |               |                            |          |
| 2007.  | Национално благо: Књига тајни |               | Специјални агент Садуски   |          |
| 2019.  | Ирац                          |               | Анђело Бруно               |          |